# Daniel Lind Lagerlöf
Daniel Lind Lagerlöf, geboren Daniel Magnus Gösta Lind (* 6. Februar 1969 in Stockholm; vermisst seit 6. Oktober 2011 bei Tanumshede, Schweden) war ein schwedischer Regisseur und Filmemacher.

## Leben
Lagerlöf sammelte seine ersten Erfahrungen als Regie-Assistent. Im Jahr 1990 gab er mit dem Kurzfilm Föreställningen sein Regiedebüt. 1997 und 1998 führte er in einigen Folgen der Dramaserien Skärgårdsdoktorn und S:t Mikael von Sveriges Television Regie. 2001 entstanden der TV-Thriller Bekännelsen und der Spielfilm Hans och hennes unter der Regie von Lagerlöf sowie 2002 zwei Folgen der Fernsehserie Kommissar Beck – Die neuen Fälle. Sein letztes beendetes Werk als Regisseur war die Miniserie Bibliotekstjuven, welche auf einem Drehbuch seiner Ehefrau Malin Holst Lagerlöf beruht. Sein nachfolgender Film Fjällbackamorden – Strandriddaren, welcher auf einen Roman von Camilla Läckberg beruht, wurde nicht beendet, da er bei der Suche nach dem Drehort spurlos verschwand.

### Persönliches
Lind Lagerlöf war mit der Drehbuchautorin Malin Holst Lagerlöf verheiratet und Vater dreier Kinder.

### Verschwinden
Lind Lagerlöf verschwand bei stürmischem Wind an der schwedischen Skagerrak-Küste spurlos, als er im Tjurpannan-Naturreservat (nahe Tanumshede, Bohuslän) Dreharbeiten zum Kriminalroman Strandritter von Camilla Läckberg vorbereiten wollte und nach Polizeiaussagen wahrscheinlich ertrank. Verdacht auf ein Verbrechen oder Suizid bestehe nicht, hieß es in Medienberichten.
Bei der Suche nach Lind Lagerlöf fand man an der Küste bei Fjällbacka menschliche Körperteile, die längere Zeit im Wasser gelegen hatten. Mit Hilfe von DNA-Analysen könnte damit der Mord an einer von vier Personen aufgeklärt werden, die seit 2008 in der Gegend ebenfalls vermisst werden, sagte ein Polizeisprecher der Stockholmer Zeitung Aftonbladet. Die Suche nach dem verschwundenen Regisseur wurde am 8. Oktober 2011 eingestellt. Am 23. August 2013 fanden Freizeittaucher Knochenteile unterhalb der Tanumshede in Bohuslän, die von Lagerlöf stammen könnten.

## Filmografie (Auswahl)
- 1999: Der Weg nach Draußen (Vägen ut)
- 2001: Making Babies (Hans och hennes)
- 2002: Kommissar Beck – Die neuen Fälle – Tod per Inserat (Beck – Annonsmannen)
- 2002: Kommissar Beck – Die neuen Fälle – Der Junge in der Glaskugel (Beck – Pojken i glaskulan)
- 2003: Miffo
- 2005: Der unglückliche Mörder (Carambole), Drehbuch von Håkan Nesser
- 2006: Die Schwalbe, die Katze, die Rose und der Tod (Svalan, katten, rosen, döden), Drehbuch von Håkan Nesser
- 2007: Wallanders letzter Fall (OT: Pyramiden)
- 2009: GSI – Spezialeinheit Göteborg – Riskantes Spiel (Johan Falk – Operation näktergal)
- 2009: GSI – Spezialeinheit Göteborg – Explosiv (Johan Falk – De fredlösa)

## Preise
- 2003 – Fort Lauderdale International Film Festival: Jury-Preis für den besten Film für Miffo
- 2003 – Hollywood Film Festival: Hollywood Discovery Award Best Feature für Miffo
- 2003 – Internationales Filmfestival Mannheim-Heidelberg: Spezialpreis der Jury für Miffo
- 1999 – Nordische Filmtage Lübeck: Publikumspreis der Lübecker Nachrichten für Vägen ut
- 1999 – Den norske filmfestivalen: Most Enjoyable Film (Theatre Owners) für Vägen ut